# Zenodorus danae
Zenodorus danae là một loài nhện trong họ Salticidae.
Loài này thuộc chi Zenodorus. Zenodorus danae được Henry Roughton Hogg miêu tả năm 1915.